# ŽNK Split
Le ŽNK Split est un club croate de football féminin basé à Split.  
Fondé en 2009, il compte trois titres de champions et deux Coupes nationales.

## Palmarès
- Championnat de Croatie : 
  - Champion : 2019, 2020 et 2022
  - Vice-champion : 2014, 2015, 2016 et 2018

- Coupe de Croatie :
  - Vainqueur : 2018, 2019, 2021, 2022 et 2023
  - Finaliste : 2014 et 2016